# 1539

## Esdeveniments
- Expedicions nord-americanes d'Hernando de Soto
- Guerra entre els conqueridors del Perú per les seves riqueses
- Llei dels sis articles, proclamant la supremacia de l'anglicanisme al Regne Unit

## Naixements
- 15 de febrer: Chieti (Regne de Nàpols): Alessandro Valignano, jesuïta italià, missioner al Japó (m. 1606).[1]
- Garcilaso de la Vega, Inca
- 29 de setembre: Joan Terès i Borrull, bisbe català.
- Luis de Velasco, virrei de la Nova Espanya.
- Fausto Socino, teòleg italià.

## Necrològiques
- 13 de febrer, Màntua: Isabel d'Este, princesa del ducat de Ferrara i Mòdena i mecenes del Renaixement (n. 1474).[2]
- 1 de maig, Toledo: Isabel de Portugal i d'Aragó, reina de les corones de Castella i d'Aragó i, més tard, emperadriu imperial (n. 1503).[3]